# Canícula
Canícula é um termo que designa períodos de ondas de calor em geral associadas à presença circulações atmosféricas anticiclônicas quase estacionárias, encontradas durante eventos de bloqueio atmosférico. Refere-se a passagem aparente do disco solar pela constelação de Cão Maior, fenômeno de risco natural que ocorre durante o verão do Hemisfério Norte em Agosto e no Hemisfério Sul em Fevereiro. A expressão onda de calor é também usada.
No Hemisfério Sul, o Sol no verão passa por constelações como Capricórnio, em posição oposta à constelação de Cão Menor. No Brasil, as canículas podem estar associadas aos bloqueios atmosféricos, em geral durante o período de inverno, quando pela posição do eixo do jato de altos níveis da troposfera (de orientação NW-SE), chamado jato de altos níveis subtropical (JAN), a passagem das frentes frias é impedida em sua trajetória de SW para NE ao longo da costa brasileira. Em geral, ocorre em conjunção um veranico, caracterizado por altas temperaturas máximas durante o dia associados a baixos valores de Umidade Relativa (UR ≤ 20%) em parte do Centro-Oeste e Sudeste brasileiros.
A população mais vulnerável constituída por idosos e doentes mentais sem assistência em ambientes insalubres sob altas temperaturas, das regiões atingidas, sofrem com problemas associados ao desconforto térmico, hipertermia, desidratação em diferentes graus de severidade e aumento da mortalidade.
Uma canícula severa ocorreu em julho-agosto de 2003 na Europa, com graves consequências sobretudo na França.